# NATSUZOME
NATSUZOME（ナツゾメ）は、2019年から開催されているアイドルイベント。2021年からはフェスイベント「超NATSUZOME」が年1回開催されている。

## NATSUZOME
松永直幸(横丁企画代表取締役)が共同主催を務めている。2019年7月、三浦海岸のOTODAMA SEA STUDIOで第1回となる「NATSUZOME 2019 supported by アイドル横丁」を開催。全19組が出演した。8月、同会場で第2回目のNATSUZOME 2019を開催。9月にはZepp Tokyoで3回目のイベントを開催した。
2020年も、OTODAMA SEA STUDIOにて5月10日・6月14日・7月31日・8月1日・8月2日に「NATSUZOME 2020」の開催を予定していたが、新型コロナウイルス感染症の拡大により7月までの日程は開催が見送られた。8月以降は感染拡大防止のため野外音楽堂を会場にイベントを開催。2021年4月には、稲毛海浜公園野外音楽堂で3日間にわたり「NATSUZOME 2021」を開催し全48組が出演した。

## 超NATSUZOME
2020年より複数日にわたって開催される大型アイドルフェス「超NATSUZOME」を企画。2020年は中止となったが、翌2021年からは開催が実現した。

### 2020年
7月4日、5日に幕張海浜公園Gブロックで開催を予定していたが、新型コロナウイルス感染症拡大の影響を受け中止となった。

### 2021年
7月3日、4日に幕張海浜公園Gブロックで開催。会場内には「超ステージ(メインステージ)」「NATSUステージ」「ZOMEステージ」を設営。また、特典会テント、射的コーナー、かき氷販売所などが配置された。加えて、イオンモール幕張新都心1階グランドステージを「AEONステージ」とした。
開催に先がけ、6月からミクチャ配信を利用した出演権争奪戦イベントが行われた。
- メインステージ争奪戦イベント

6組が参加。配信と動画ポイントの順位に現地投票の結果を合わせ最終順位を決定。1位のグループがメインステージに出演できる。参加グループは、なんキニ!(最終順位1位)、NEMURIORCA(2位)、パラディーク(3位)、buGG(4位)、さよならステイチューン(5位)、Non¬Fiction(6位)。
- 出演権争奪戦イベント

8組が参加。配信1位のグループがステージに出演できる。参加グループは、のらりくらり(1位)、アルテミスの翼(2位)、Ka☆Chun! from 琉球アスティーダ(3位)、茜空のプラネタリウム(仮)(4位)、Cutenka!(5位)、0PointNine(6位)、uncyclo(7位)、QueeenMarionette(8位)。

### 2022年
7月2日、3日に幕張海浜公園Gブロックで開催。協賛はミクチャ、後援は千葉日報社。会場内には「超ステージ(メインステージ)」「SOMARIステージ supported by Funpal」「NATSUステージ」「ZOMEステージ」の4つのステージを設営。併せて、特典会テント、つりぼり縁日、キッチンカーなどが配置された。
開催に先がけ、6月からミクチャ配信を利用した出演権争奪戦イベントが行われた。
- メインステージ争奪戦イベント

10組が参加。配信と動画ポイントの順位に現地投票の結果を合わせ最終順位を決定。1位と2位のグループがメインステージに出演できる(1位25分枠、2位15分枠)。参加グループは、かすみ草とステラ(最終順位1位)、STAiNY(2位)、透色ドロップ(3位)、テラス×テラス(4位)、iSPY(5位)、わんふぁす!(6位)、Hey!Mommy!(7位)、カラフルスクリーム(8位)、I MY ME MINE(9位)、RASCAL CLAN(10位)。
- 出演権争奪戦イベント

11組が参加。配信・特別賞それぞれ2位までの4組がステージに出演できる。参加グループは、SPRISE(配信1位)、YUMEADO EUROPE(配信2位)、UtaGe!(特別賞1位)、Girl's Time(特別賞2位)、あそこでクマがおどってるっっ！、神弐、ChouChou Meteore、notall、FuMA、ももにゃん、Finally。

### 2023年
7月1日、2日に幕張海浜公園Gブロックで開催。協賛はミクチャ。会場内には「超ステージ(メインステージ)」「SOMARIステージ」「NATSUステージ」「ZOMEステージ」の4つのステージを設営。併せて、特典会テント、つりぼり縁日、キッチンカーなどが配置された。
6月2日より千葉テレビ放送にてPR番組「超NATSUZOME TV」が放送された(全5回、26:00～26:05)。
| # | 放送日  | タイトル                                         | 出演 |
| - | ------- | ------------------------------------------------ | --- |
|   |         |                                                  | ナレーション: 福田みゆ (NEO JAPONISM) |
| 1 | 6月2日  | 超NATSUZOMEって何？                              | - |
| 2 | 6月9日  | 超BUZZZOME #1 「ぱ ぴ ぷ ぺPOP!」                | Appare!、吉橋亜理砂 (Ange☆Reve)、新庄愛 (メイビーME)、吉田佳音 (Shibu3 project)、西條真未 (すてねこキャッツ)、桐原美月 (CANDY TUNE)             |
| 3 | 6月16日 | 超BUZZZOME #2 「アイドルライフスターターパック」 | iLiFE!、仁科茉彩 (なんキニ!)、早川渚紗 (Pimm's)、巴月もえ (Mirror,Mirror)、新谷真由 (パラディーク)、久留あずさ (Merry BAD TUNE.)                |
| 4 | 6月23日 | 超BUZZZOME #3 「可愛くてごめん」                 | 高嶺のなでしこ、彩瀬ゆる (COMIQ ON!)、瀬川さや (ネコプラpixx.)、はのんまゆ (INUWASI)、奥村ゆう (ハープスター)、乃井りこ (NARLOW)                |
| 5 | 6月30日 | 最新アイドルグッズ紹介                           | 福田みゆ (NEO JAPONISM)、辻こはる (FES☆TIVE)、安藤楓 (Devil ANTHEM.)、一宮彩夏 (JamsCollection)、神田風音 (パラディーク)、桐原美月 (CANDY TUNE) |

また、開催に先がけ、6月からミクチャ配信を利用した出演権争奪戦イベントが行われた。
- メインステージ争奪戦イベント

10組が参加。配信と動画ポイントの順位に現地投票の結果を合わせ最終順位を決定。1位と2位のグループがメインステージに出演できる(1位25分枠、2位15分枠)。参加グループは、ラナキュラ(最終順位1位)、ハープスター(2位)、衛星とカラテア(3位)、Sweet Alley(4位)、Mirror,Mirror(5位)、天使にはなれない(6位)、フューチャーサイダー(7位)、#PEXACOA(8位)、疾走クレヨン(9位)、すたんぴっ！(10位)。
- 出演権争奪戦イベント

18組が参加。配信・特別賞それぞれ2位までの4組がステージに出演できる。参加グループは、BYBBiT（配信1位）、miao（配信2位）、マーレンルージュ（特別賞1位）、#ドレミファソラシード（特別賞2位）、Hi-Fi GIRLs PROJECT、エーデルワイス、アポロンの翼、君とセレンディピティ、サークルクラッシャー、JUGS MAFIA、ももにゃん、青山Rabness、猫の踊り子ミミ、ai*ai〔アイアイ〕、Planet Merry、ANA®KIE、きっとずっと青春。、NEW POLARIS。

### 2024年
7月6日、7日に幕張海浜公園Gブロックで開催。協賛はミクチャ。会場内には「超ステージ(メインステージ)」「SOMARIステージ」「NATSUステージ」「ZOMEステージ」の4つのステージを設営。併せて、特典会テント、つりぼり縁日、キッチンカーなどが配置された。
開催に先がけ、6月からミクチャ配信を利用した出演権争奪戦イベントが行われた。
- メインステージ争奪戦イベント

10組が参加。配信・動画ポイントおよび投票サイトでの事前投票の順位に、現地投票の結果を合わせ最終順位を決定。1～3位のグループがメインステージに出演できる(1位20分枠、2位3位15分枠)。参加グループは、HACK(最終順位1位)、HelloYouth(2位)、chuLa(3位)、アルテミスの翼(4位)、東京ガールズブラボー(5位)、iiiidolll(6位)、あまいものつめあわせ(7位)、BOCCHI。(8位)、点染テンセイ少女。(9位)、パラディーク(10位)。
- 出演権争奪戦イベント

14組が参加。配信1位と特別賞1～3位までの4組がステージに出演できる。参加グループは、SAI²Rium(配信1位)、Amulet A Mute(特別賞1位)、みらサプ！(特別賞2位)、純粋カフェラッテ(特別賞3位)、超常フォーチューン、ピンスパ、#PEXACOA、HALO PALLETE、青空の下で手をつなぐ、セカモノ、きっとずっと青春。、ばたんキュン、アラカシ。、&and。

### 2025年
7月5日、6日に幕張海浜公園Gブロックで開催。会場内には「超ステージ(メインステージ)」「SOMARIステージ」「NATSUステージ」「ZOMEステージ」「BAKUステージ」の5つのステージを設営。併せて、特典会テント、つりぼり縁日、キッチンカーなどが配置された。
開催に先がけ、6月からミクチャ配信を利用した出演権争奪戦イベントが行われた。
- メインステージ争奪戦イベント

12組が参加。配信・動画ポイントおよび投票サイトでの事前投票の順位に、現地投票の結果を合わせ最終順位を決定。1位と2位のグループがメインステージに出演できる(1位20分枠、2位15分枠)。参加グループは、RAViDAVi(最終順位1位)、CAL&RES(2位)、ニコルポップ(3位)、ワッツ◎さーくる(4位)、限りなく白く(5位)、シャルロット(6位)、As A Cutie Pomeranian(7位)、himawari(船橋)(8位)、紫陽花は降らない(9位)、Malcolm Mask McLaren(10位)、アルテミスの翼(11位)、BLUEGOATS(12位)。
- 出演権争奪戦イベント

13組が参加。配信1位と特別賞1～3位までの4組がステージに出演できる。参加グループは、iluxion(配信1位)、#MOUWAY(特別賞1位)、なないろパンダちゃん。(特別賞2位)、にっぽん!真骨頂(特別賞3位)、蛍、COzMICぱれーど、きゅーんず！、Re:Code、びーだまの地球儀、YP☆R#、らぶ♡ぽーしょん！、あまりりす、Tiara Palette。